# Христо Занков
Христо Георгиев Занков е български политик и общественик.

## Биография
Христо Занков е роден в град Самоков на 20 април 1853 година. Учи в местното самоковско училище до четвърти клас. Участва най-активно в борбите за българска църковна независимост. Среща се с Васил Левски и след това участва в подготовката на Априлското въстание от 1876 година в самоковския край.
През 1879 година се премества в София и основава първата и най-известна тогава бояджийска фирма за боядисване на прежди.
Избиран от самоковска околия за народен представител в Третото велико народно събрание и в IV и X ОНС. От софийска градска околия е избран в XVI и XVII ОНС. През Сръбско-българската война през 1885 година е награден с орден за особени заслуги.
Избиран е 3 пъти за окръжен съветник и 3 пъти за общински съветник в София. Той е най-възрастният общински съветник. Заема много почетни и обществени длъжности. Става член на търговската камара; църковен настоятел; председател на околийското бюро; председател на химическо-текстилно бояджийско „занково“ сдружение.
През 1904 – 1914 година е председател на Софийското либерално бюро. Виден член на Либералната партия под водачеството на д-р Васил Радославов. Умира в София на 28 юли 1926 г.
Има 10 деца /две от които почиват/. Двама от неговите синове са революционерът Георги Занков и скулпторът Александър Занков.